# Marie Lebihan
Marie Lebihan est une femme politique nigérienne. Elle fait partie du premier groupe de femmes élues à l'Assemblée nationale en 1989.

## Biographie
Membre du Mouvement national pour la société du développement (MNSD), Marie Lebihan est nommée candidate de la circonscription de Maradi lors des élections générales de 1989. Le MNSD étant le seul parti légal, elle est élue sans opposition, faisant partie du premier groupe de cinq femmes élues à l'Assemblée nationale. L'Assemblée nationale dissoute en 1991, elle n'est pas réélue lors des élections de 1993.